# Хасрат Мохані
Хасрат Мохані  (урду حسرت موہانی) 
(* 1875 Уннао — † 1951 Лакхнау) - поет-романтик, що писав мовою урду, журналіст, політик, парламентарій Британської Індії, діяч руху за незалежність Індії, відомий діяч Індійського національного конгресу, один із авторів резолюції Конгресу про незалежність.

## Біографія
Навчався в Алігархському мусульманському університеті